# Plumatella bushnelli
Espèce
Plumatella bushnelli est une espèce d'Ectoprocta d'eau douce de la famille des Plumatellidae.

## Dénomination
Plumatella bushnelli a été décrite en 2001 par Timothy S. Wood (d). Son nom de genre (Plumatella) provient du fait que, vu de près, ses polypes donnent à une colonie dense un aspect « plumeux ». Son nom d'espèce est « bushnelli ».

## Identification taxonomique
L’espèce ne peut être identifiée facilement. Les critères d’identification sont la taille, la forme et les motifs des flottoblastes (statoblastes à anneau flottant) qui doivent être observés au microscope optique ou au microscope électronique.